# Cantó de Saint-Denis-3
El cantó de Saint-Denis-3 és un cantó de l'illa de la Reunió, regió d'ultramar francesa de l'oceà Índic. Correspon a una fracció de la comuna de Saint-Denis.

## Història
| Data d'elecció | Identitat         | Partit             |
| -------------- | ----------------- | ------------------ |
| 2001 -         | Gino Ponin-Ballom | UMP, després MoDem |